# Marc-René de Voyer de Paulmy d’Argenson (1652–1721)
Marc-René de Voyer de Paulmy, pierwszy markiz d’Argenson (ur. 4 listopada 1652 w Wenecji, zm. 8 maja 1721 w Paryżu) – francuski polityk.
Urodził się w Wenecji, gdzie jego ojciec, także Marc-René, był ambasadorem. Według tradycji został uznany synowcem Republiki Weneckiej, co wiązało się z nadaniem imienia Marc (Marek).
Początkowo przez kilka lat pracował jako zastępca prokuratora generalnego w parlamencie paryskim, następnie został namiestnikiem w Angoulême. Kiedy w 1691 albo 1692 w jego prowincji odbywał się „Sąd Wielkich Dni”, został zauważony przez jednego z komisarzy, który polecił go kanclerzowi. D’Argenson zostaje kolejno referendarzem, prokutatorem generalnym komisji tropiącej fałszywą szlachtę i wreszcie od 1697 naczelnikiem policji po La Reynie.
Minister stanu (ministre d'Etat) i główny pułkownik/naczelnik policji (lieutenant général de police) przez 21 lat (1697–1718). Przypisuje się mu autorstwo „listów zatrzymania” (Lettre de cachet). Walczył z jansenistami i w 1709 roku wypędził ich z Port-Royal. Podzielił Paryż na 20 dzielnic (5 na lewym brzegu Sekwany) zamiast dotychczasowych 17.
28 stycznia 1718 został strażnikiem pieczęci (garde des Sceaux) i był nim do 5 stycznia 1720. Za regencji Filipa I Orleańskiego był też przewodniczącym Rady Finansów (président du Conseil des finances). Starał się powstrzymać plajtę systemu wprowadzonego we Francji przez szkockiego ekonomistę Johna Lawa, lecz widząc brak efektów, zrezygnował w 1720 roku ze swych funkcji. Louis de Rouvroy, książę de Saint-Simon opisał go jako straszną osobę, przypominającą jednego z trzech sędziów piekielnych, wybijającego się poziomem umysłowym.
Członek honorowy Académie des sciences (1716) i Académie des inscriptions et belles-lettres. W 1718 r. przyjęty do Akademii Francuskiej (fotel 1).
Jego synami byli politycy: René Louis de Voyer de Paulmy d’Argenson i Marc-Pierre de Voyer de Paulmy d’Argenson.